# 張騫號巡防艦
張騫號飛彈巡防艦（舷號：PFG2-1109），為中華民國海軍成功級巡防艦七號艦，1995年12月4日開工、1997年5月14日下水、1998年12月1日服役，與同型艦均為美國海軍派里級巡防艦修改型。原型以船團護衛任務為主要設計核心，在取代陽字號而生產的前提下，中華民國海軍於張騫號安裝國造雄風飛彈及波佛斯公司L70/40公釐單管快砲，以增強反艦、反快艇能力。
派里級的設計以反潛作戰為主，於低威脅環境下為遠洋船團護航及作為兩棲登陸船團的屏衛，在機能設計上屬於二線、低造價、可犧牲的艦艇。囿於台灣海峽防衛作戰需求與美國對台軍售限制，張騫軍艦除負責反潛作戰外，也擔負艦隊區域防空任務。目前張騫號配屬海軍一四六艦隊，母港為海軍馬公基地測天島軍港，平時負責台灣海峽海域偵巡任務。

## 艦歷
1995年12月4日在中國造船公司（今台灣國際造船公司）高雄廠區安放龍骨。
參與2017年敦睦艦隊，由磐石號油彈補給艦擔任旗艦納編張騫軍艦與西寧軍艦，從2月25日至3月14日，依序造訪高雄、安平、馬公、台中、基隆、蘇澳、花蓮等港口，開放民眾參觀，首度由國家元首親自到場送行；亦視導擔任敦睦艦隊旗艦的磐石艦，為即將出國宣慰僑胞的官兵們加油打氣，並由蔣正國少將率隊，期間訪問索羅門群島、馬紹爾群島、吉里巴斯、帛琉。
2023年4月8日，本艦監控在台灣週邊海域進行操演的共軍馬鞍山號飛彈護衛艦。

2024年4月22日，本艦在澎湖台海中線附近例行巡邏，期間遭遇共軍052D麗水號。
2025年3月7日，本艦在执行76快炮对空射击训练时发生炸膛事故，事故无人伤亡，事後本艦依靠自身動力返回左營軍港。事故原因正在调查中。

## 歷任艦長
| 順序 | 姓名   | 軍銜 | 上任日期       | 卸任日期       |
| ---- | ------ | ---- | -------------- | -------------- |
| 1    | 黃征輝 | 上校 | 1998年8月1日   | 2000年4月16日  |
| 2    | 魏仲信 | 上校 | 2000年4月16日  | 2002年4月30日  |
| 3    | 林永昌 | 上校 | 2002年4月30日  | 2002年11月1日  |
| 4    | 張勝凱 | 上校 | 2002年11月1日  | 2004年3月16日  |
| 5    | 彭冠彰 | 上校 | 2004年3月16日  | 2004年12月1日  |
| 6    | 孫榮平 | 上校 | 2004年12月1日  | 2005年4月1日   |
| 7    | 陳介元 | 上校 | 2005年4月1日   | 2007年6月1日   |
| 8    | 林中行 | 上校 | 2007年6月1日   | 2008年10月1日  |
| 9    | 李光敏 | 上校 | 2008年10月1日  | 2010年5月16日  |
| 10   | 謝一山 | 上校 | 2010年5月16日  | 2011年11月16日 |
| 11   | 蔣復華 | 上校 | 2011年11月16日 | 2013年11月1日  |
| 12   | 陳永福 | 上校 | 2013年11月1日  | 2014年12月1日  |
| 13   | 魏義文 | 上校 | 2014年12月1日  | 2016年1月1日   |
| 14   | 趙君臨 | 上校 | 2016年1月1日   | 2017年8月1日   |
| 15   | 董道宏 | 上校 | 2017年8月1日   | 2019年11月1日  |
| 16   | 楊耕華 | 上校 | 2019年11月1日  | 2021年8月16日  |
| 17   | 李光平 | 上校 | 2021年8月16日  | 2022年9月1日   |
| 18   | 王騏華 | 上校 | 2022年9月1日   | 現任           |

## 圖庫

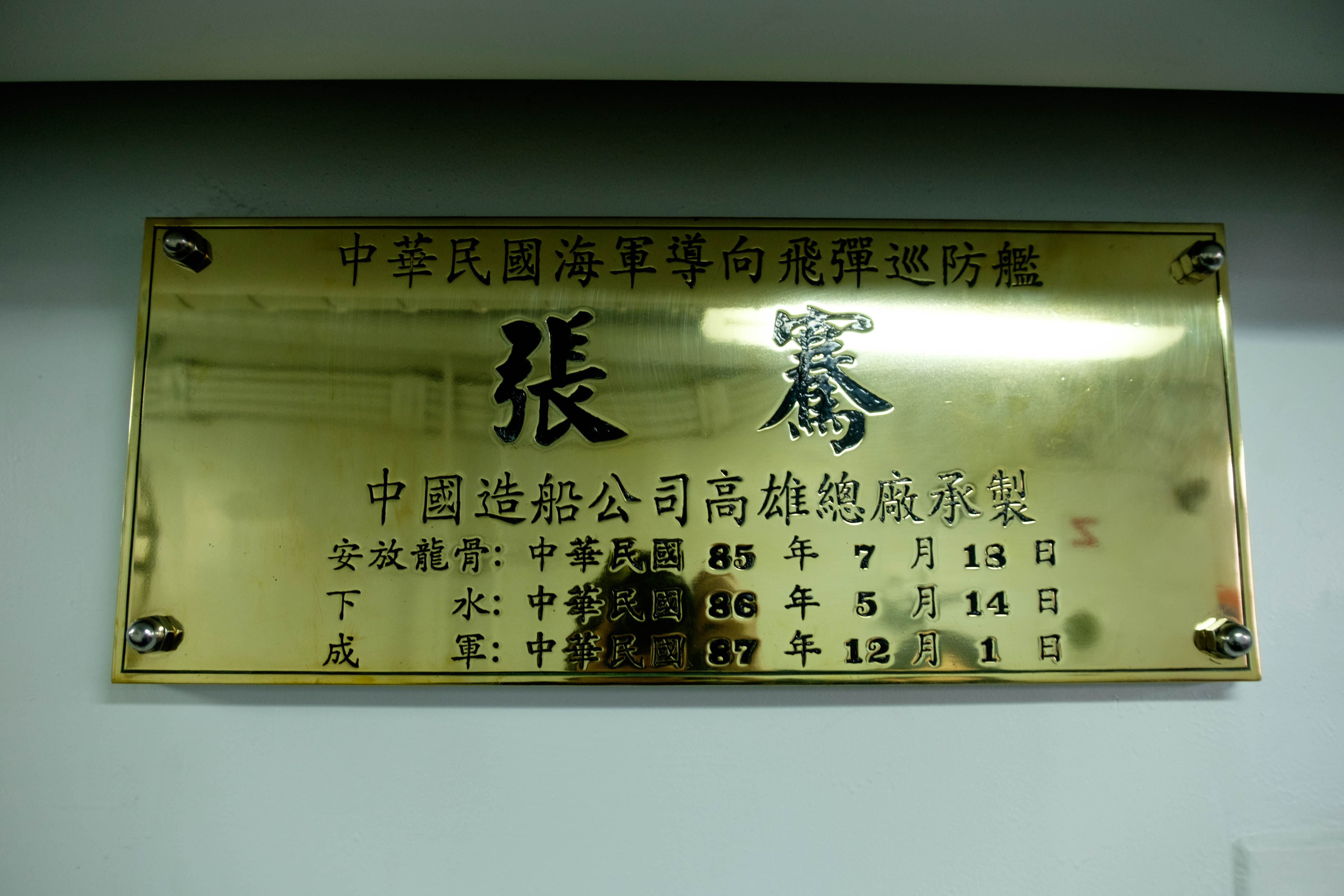
張騫軍艦的艦名銘牌，位於艦上中央通道左舷側壁上。
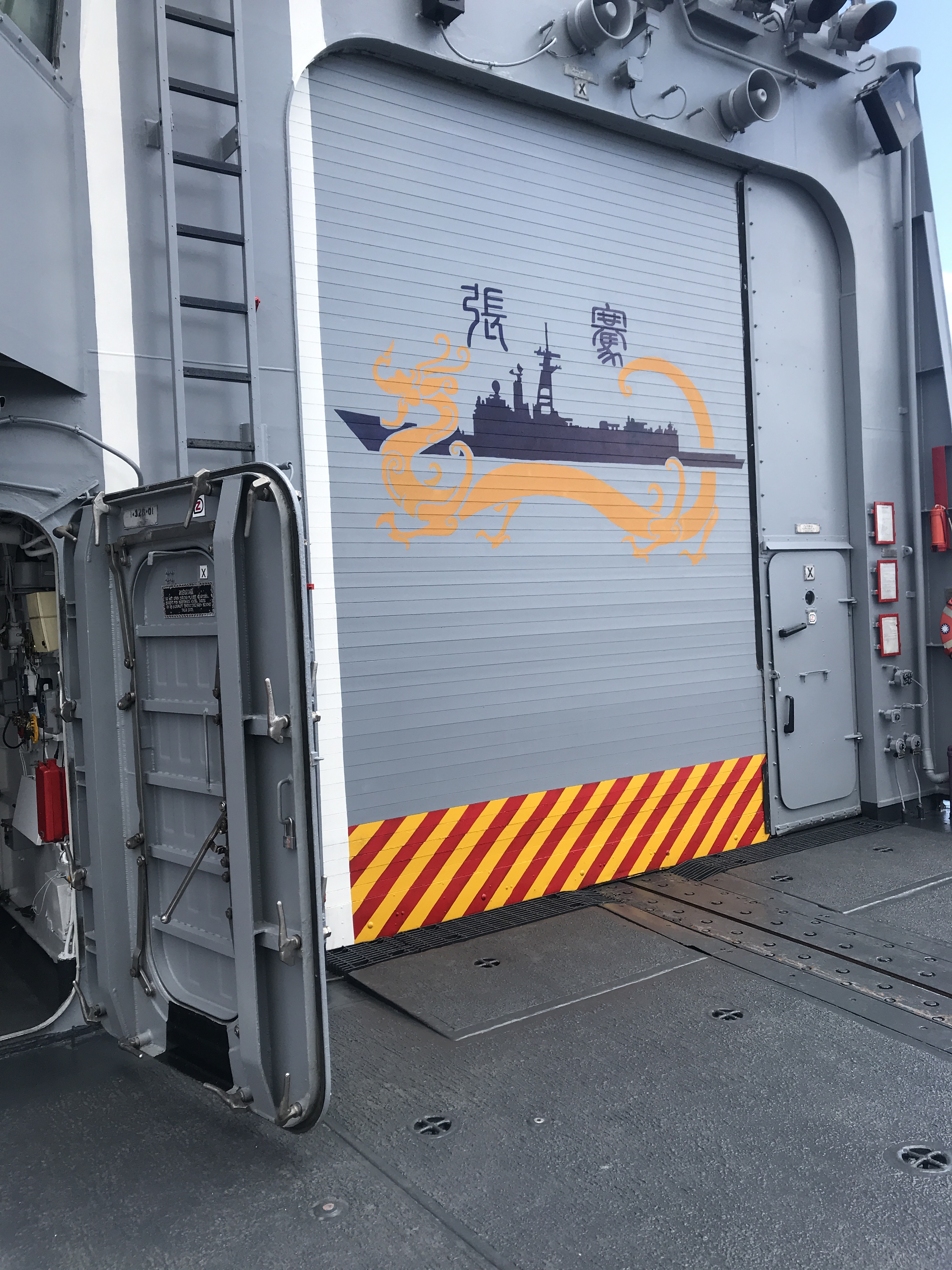
漆於直升機庫門上的艦徽
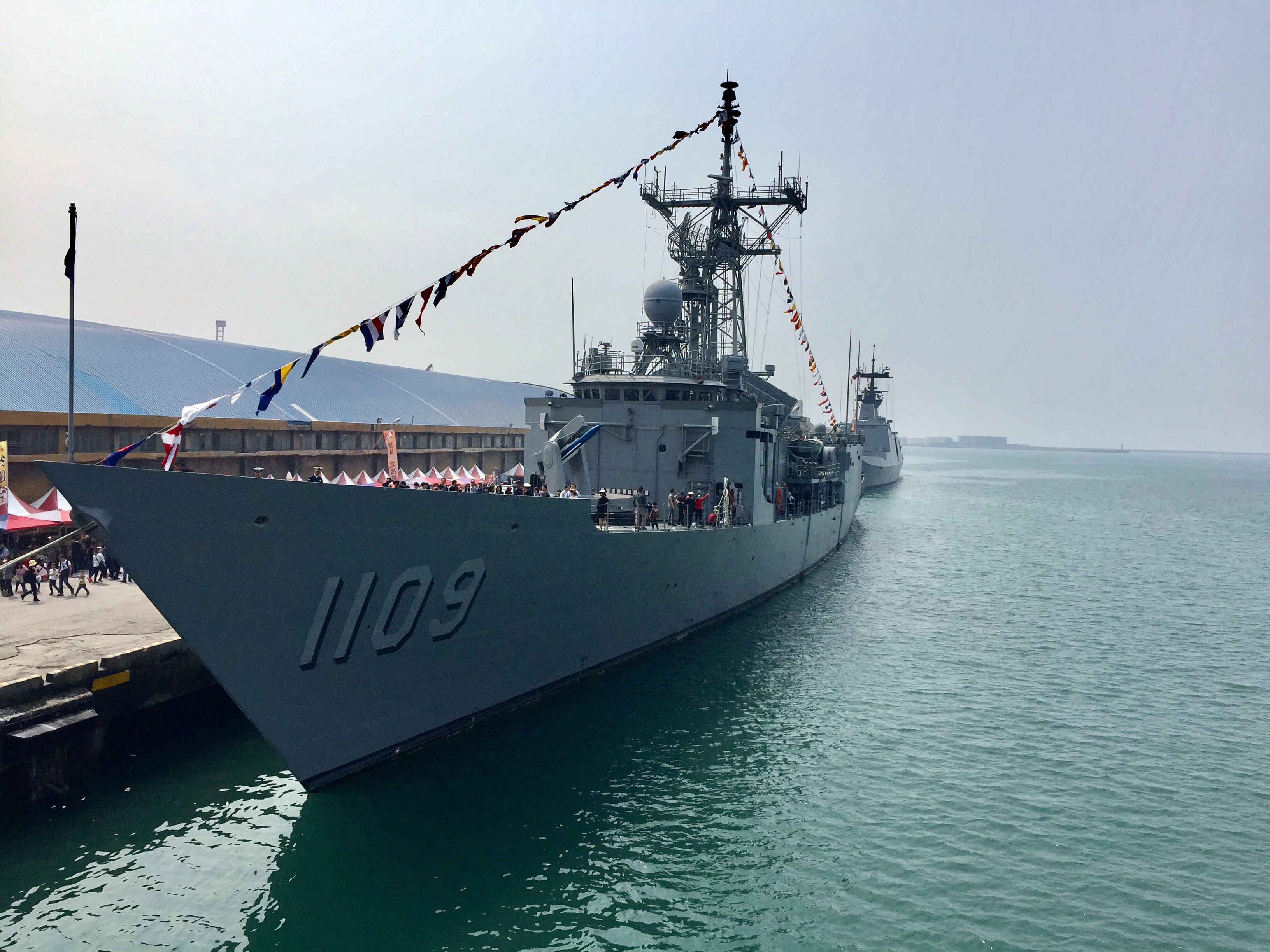
2017年敦睦遠航訓練支隊，停泊臺中港A5碼頭的張騫軍艦。
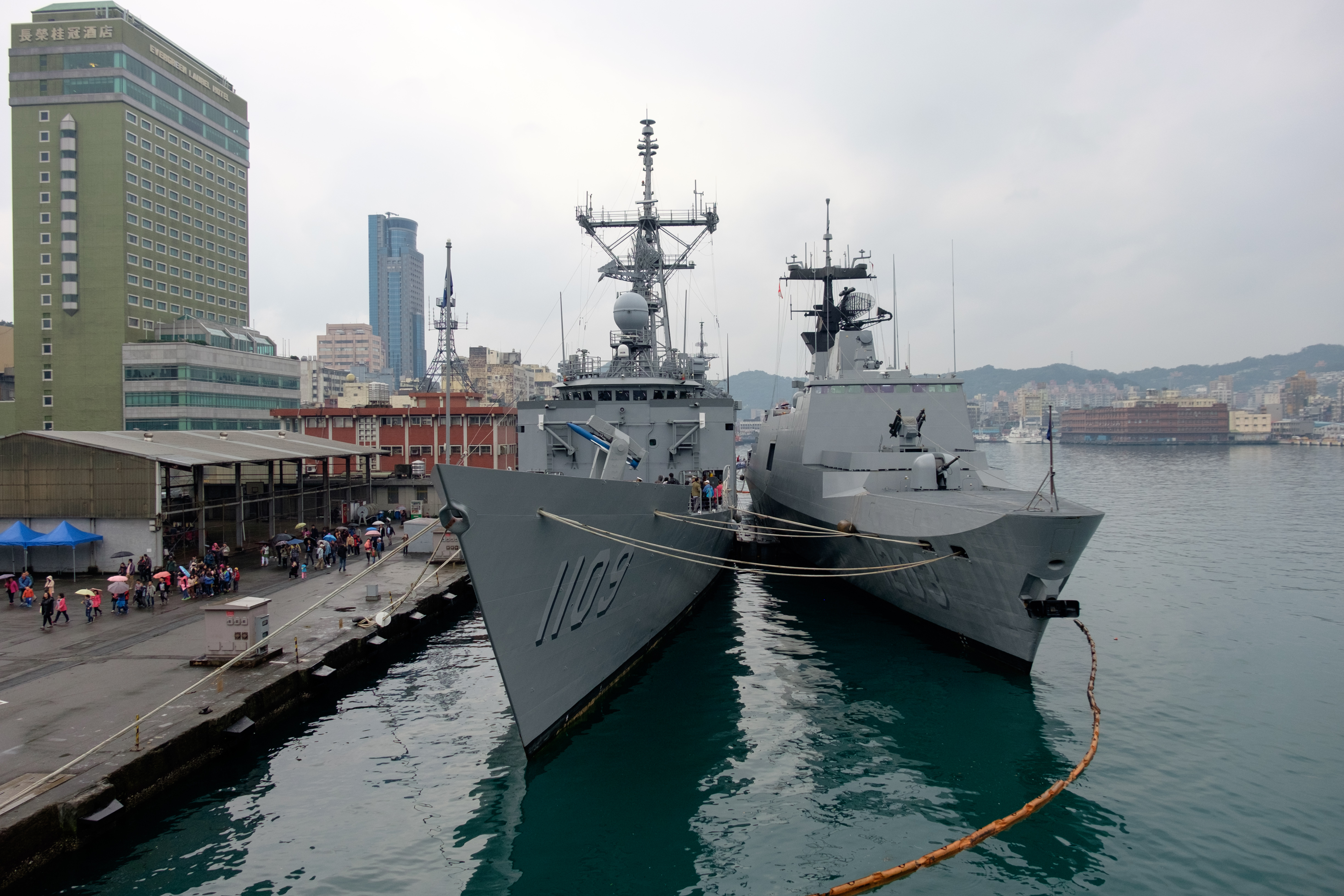
2017年敦睦遠航訓練支隊訪問基隆，停泊東五號碼頭的張騫軍艦（左）與西寧軍艦（PFG-1203，右）。攝於磐石軍艦（AOE-532）艦尾直升機甲板。
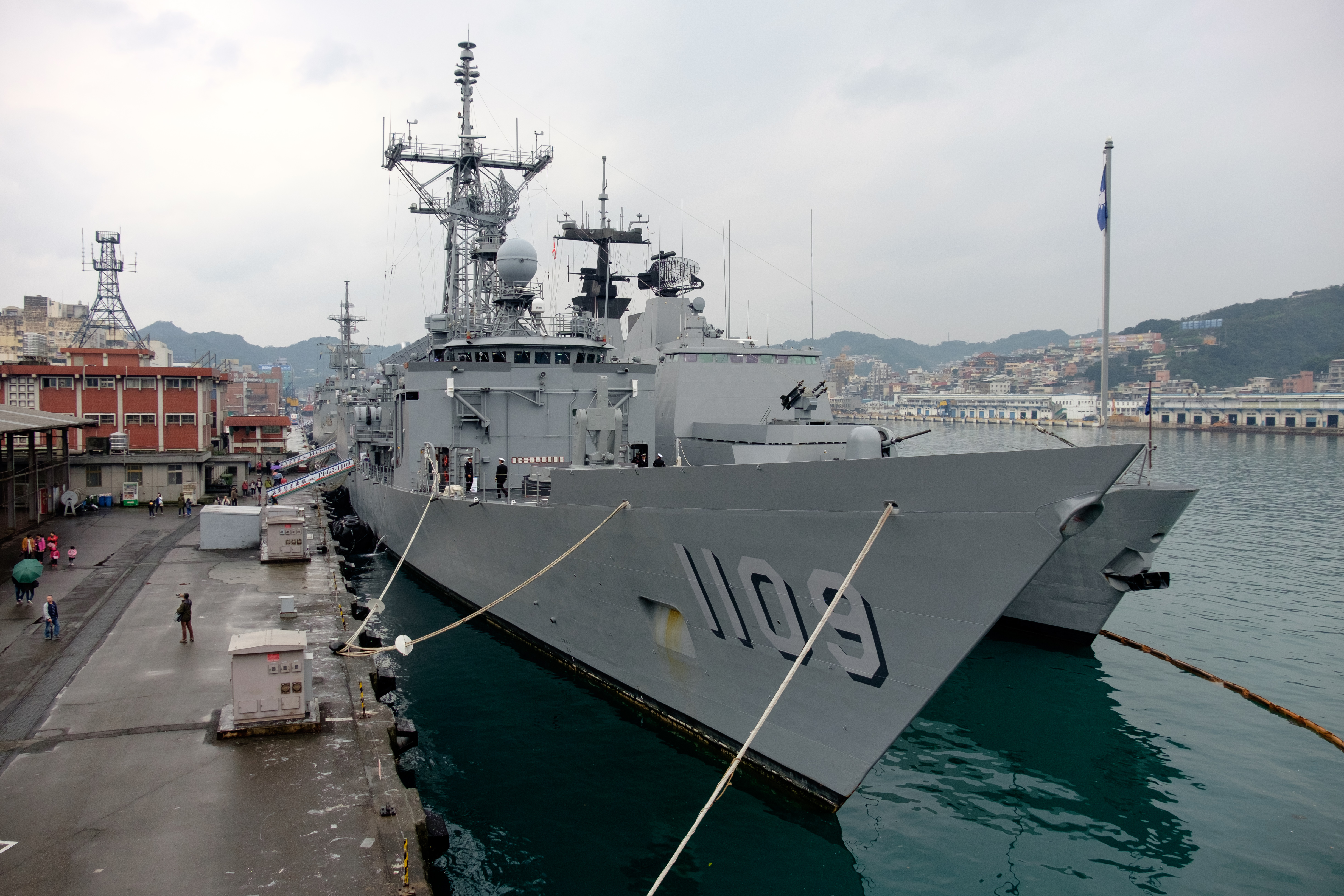
2017年敦睦遠航訓練支隊訪問基隆，停泊東五號碼頭的張騫軍艦（左）與西寧軍艦（PFG-1203，右）。攝於磐石軍艦（AOE-532）艦尾直升機甲板右舷。
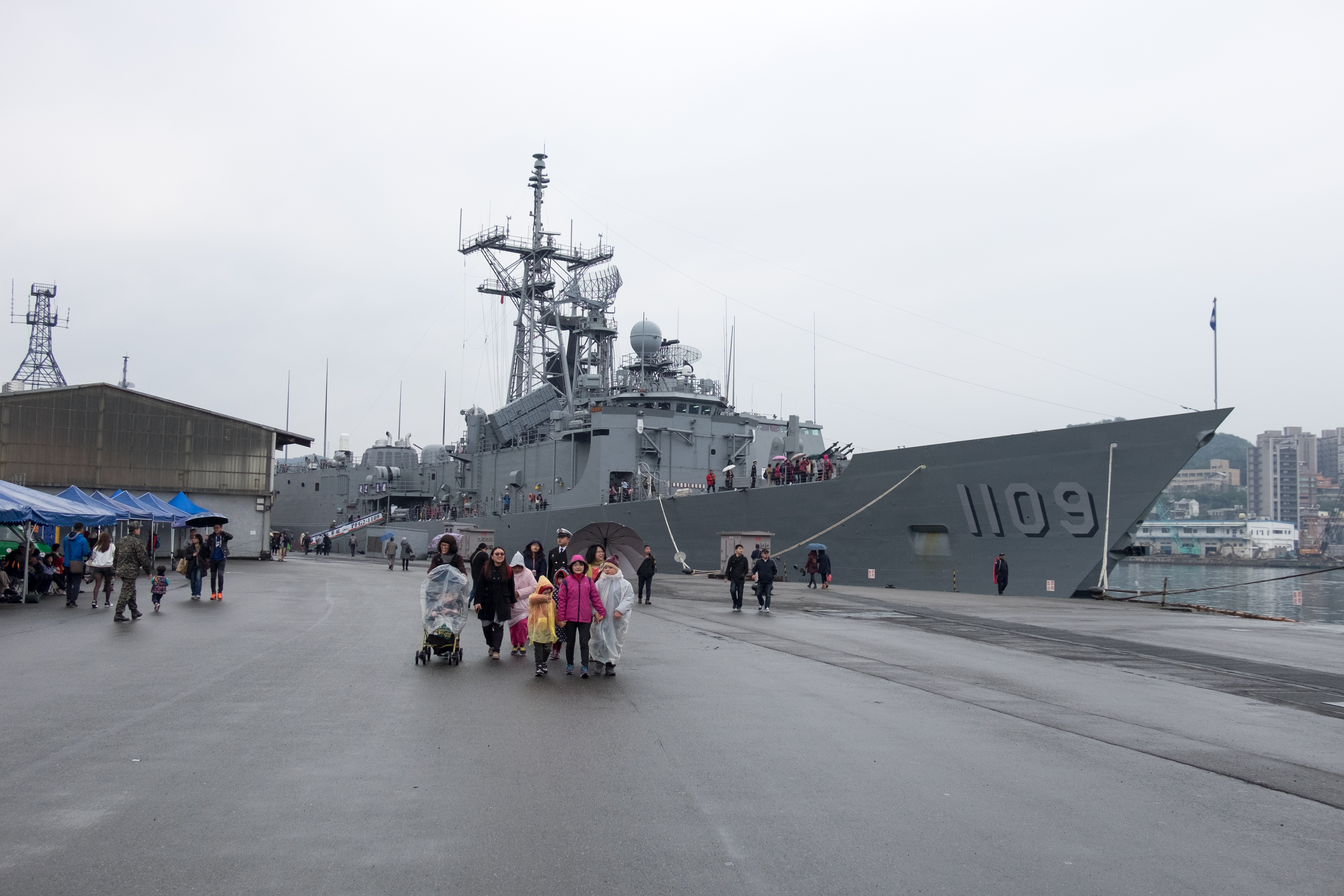
2017年敦睦遠航訓練支隊訪問基隆，停泊東五號碼頭的張騫軍艦。
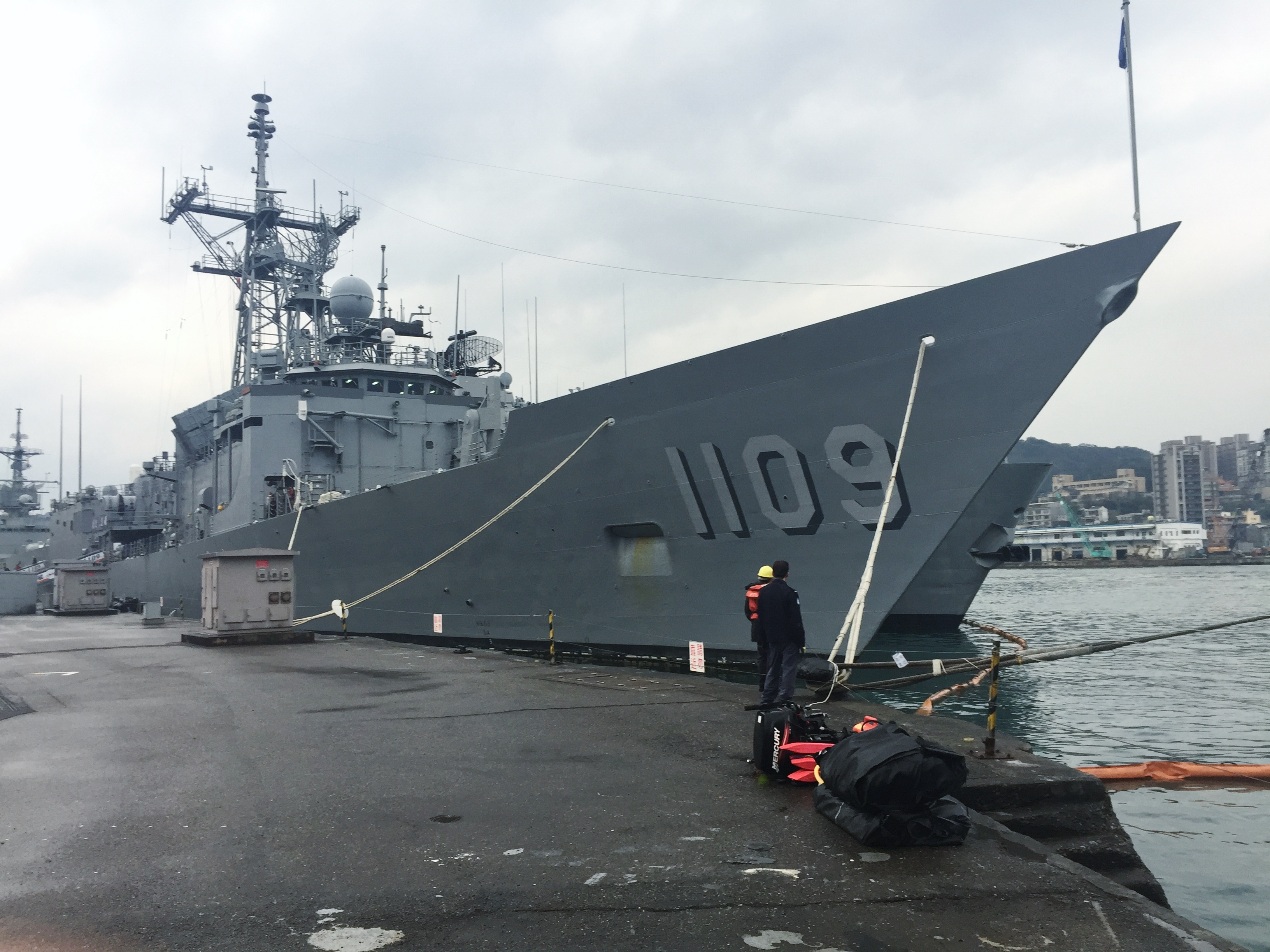
2017年敦睦遠航訓練支隊訪問基隆，停泊東五號碼頭的張騫軍艦艦首。
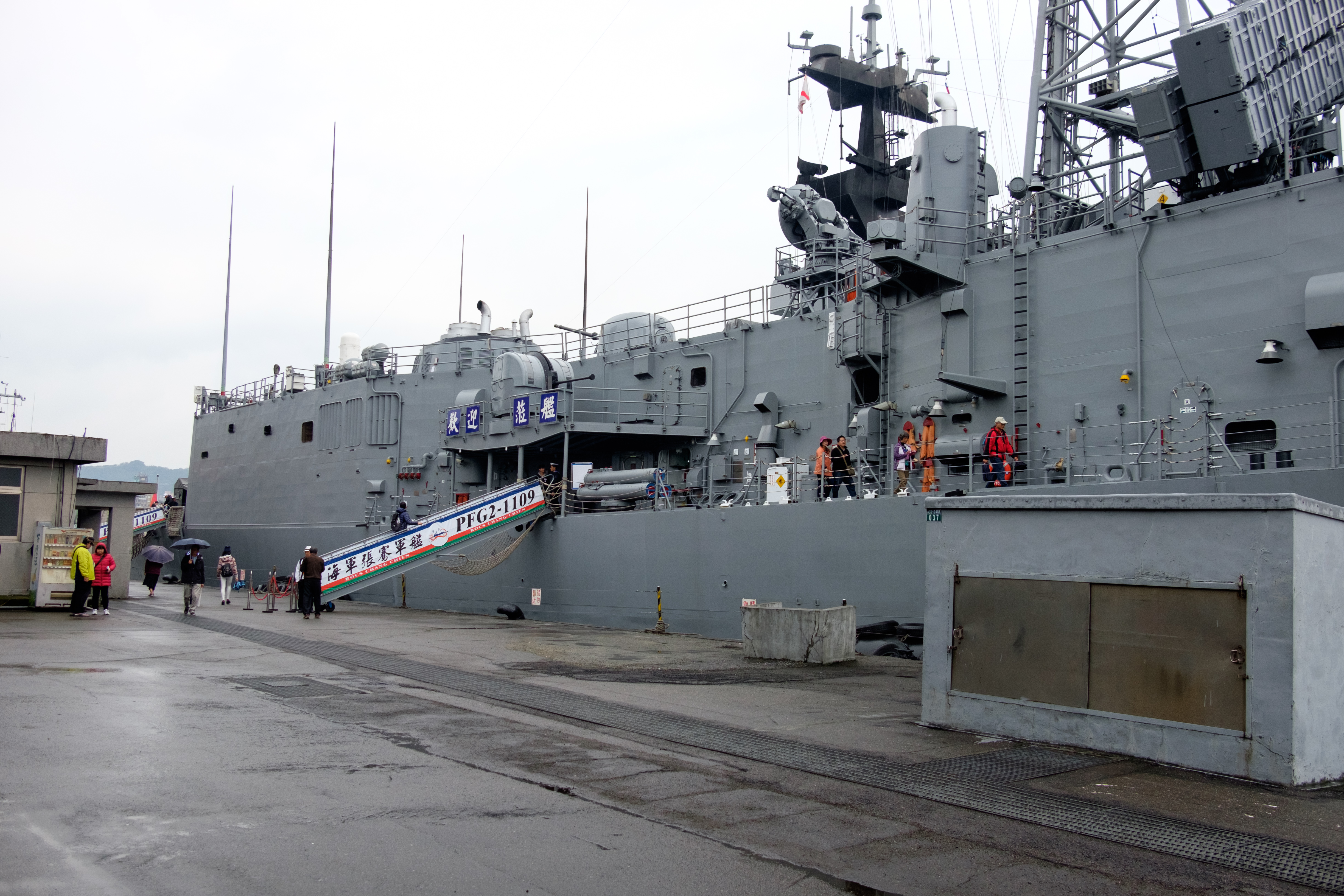
2017年敦睦遠航訓練支隊訪問基隆，停泊東五號碼頭的張騫軍艦右舷後半。
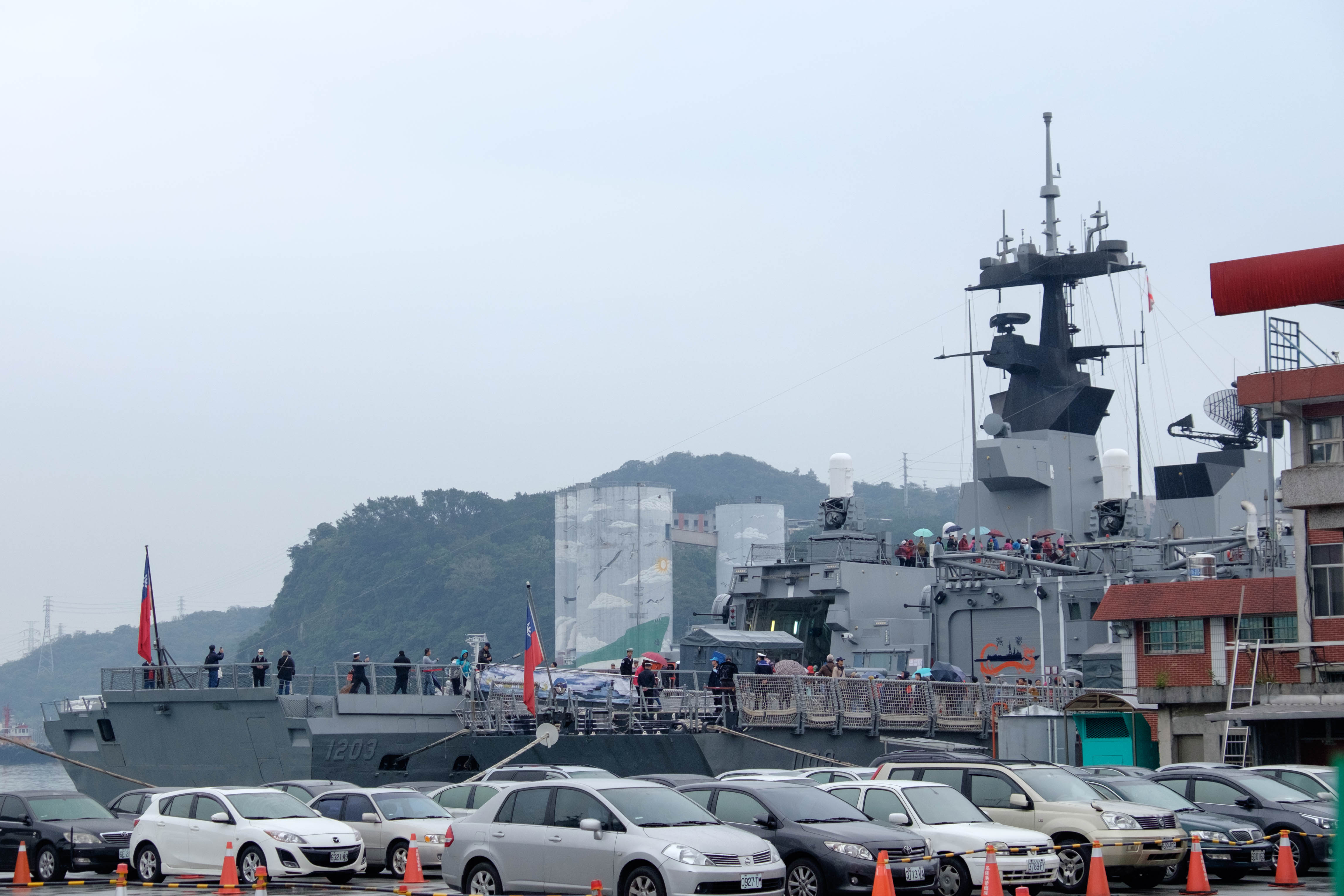
2017年敦睦遠航訓練支隊訪問基隆，開放參觀中的張騫軍艦（右）與西寧軍艦（PFG-1203，左）艦尾，攝於東三號碼頭停車場外。是日東二號、東三號碼頭停車場大修中，無法入內近距離攝影，都是於中正路人行道拍攝。
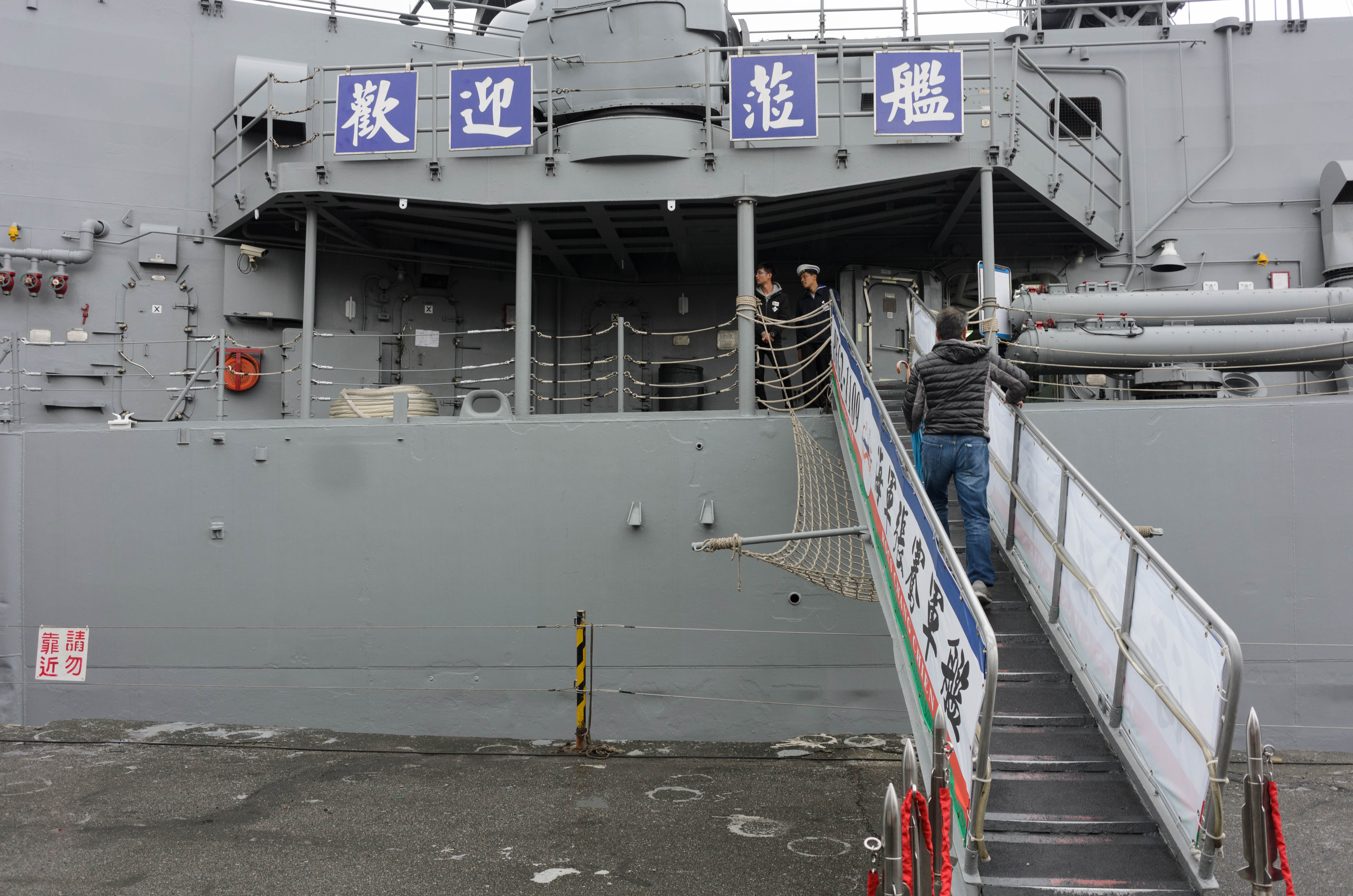
2017年敦睦遠航訓練支隊訪問基隆，遊客從張騫軍艦右舷中部舷門登艦。
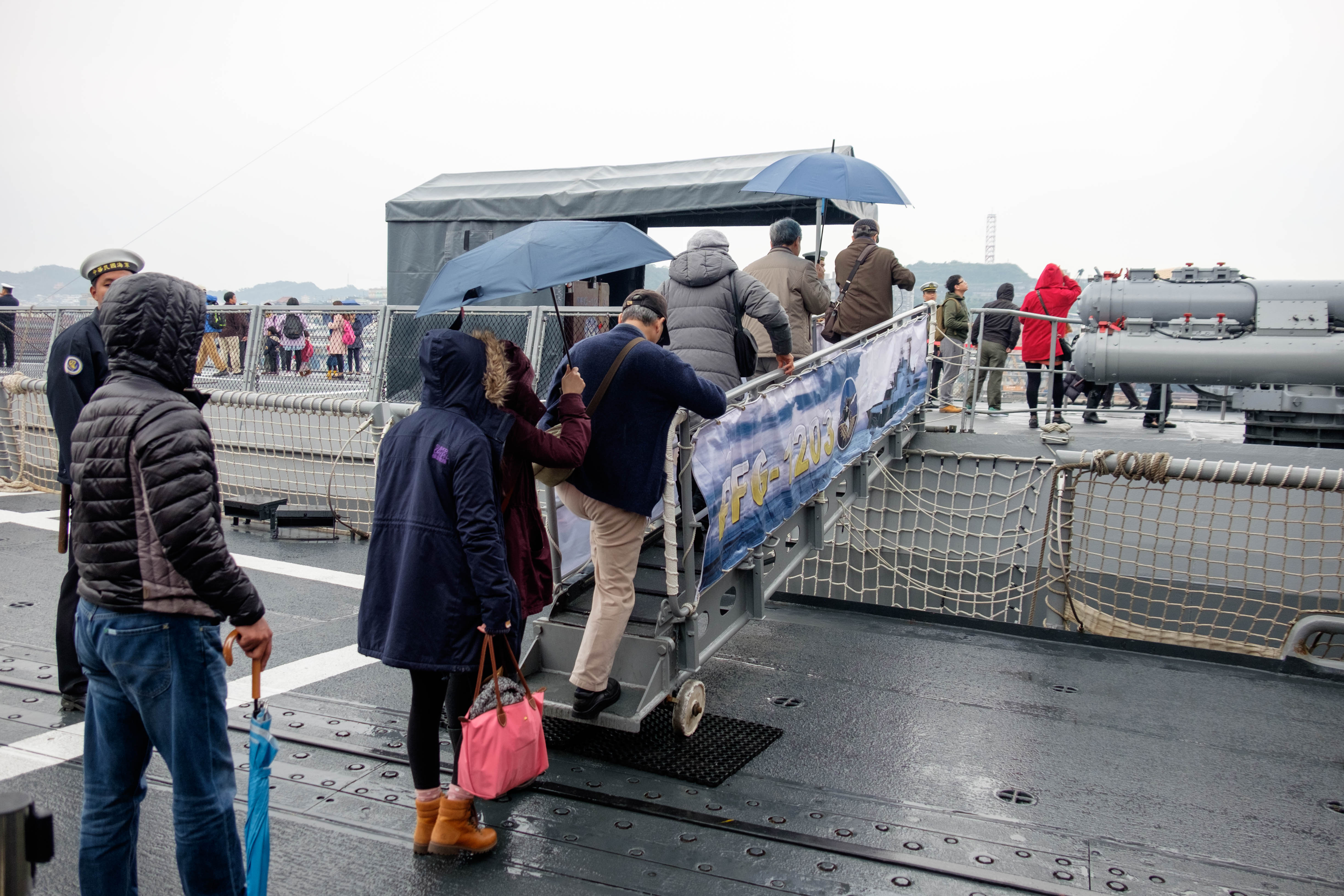
2017年敦睦遠航訓練支隊訪問基隆，參觀完張騫軍艦的遊客從直升機甲板舷門進入西寧軍艦（PFG-1203）。
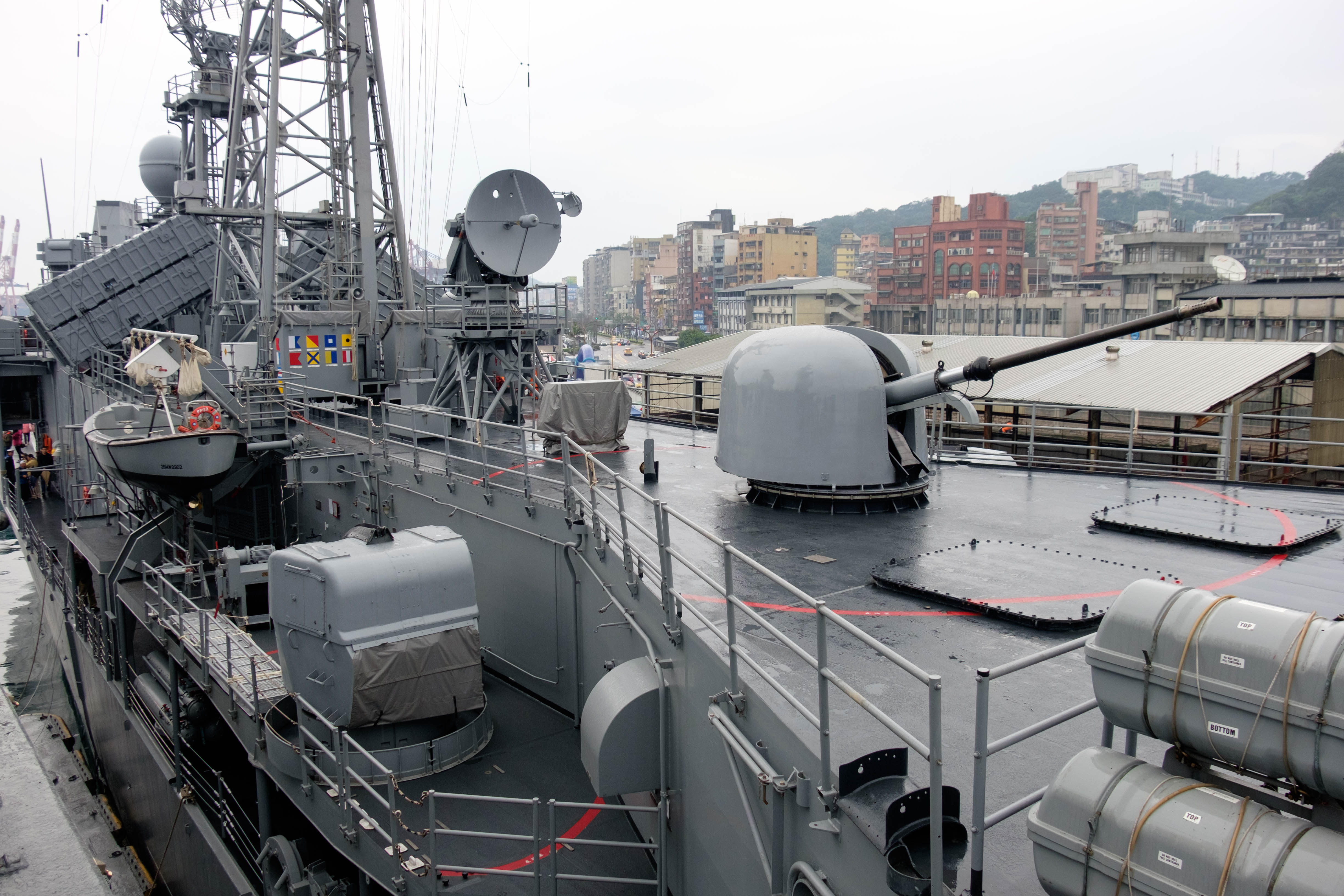
張騫軍艦的上層結構

## 資料來源
1. ↑  . 自由時報電子報.   [2024-05-16]. （原始内容存档于2024-05-21）.
2. ↑  . mdc.   [2019年7月21日]. （原始内容存档于2019年7月21日） （中文）.
3. ↑  深化邦誼 中華民國敦睦艦隊訪尼加拉瓜 http://www.chinatimes.com/realtimenews/20170321002067-260407 （页面存档备份，存于）
4. ↑  . 聯合新聞網. 2023年4月8日. （原始内容存档于2023年4月24日） （中文）.
5. ↑  . 自由時報. 2024年4月22日  [2024年4月25日]. （原始内容存档于2024年5月10日） （中文）.
6. ↑  中时新闻网. . 中时新闻网. 2025-03-07  [2025-03-08] （中文（中国大陆））.

## 外部連結
（繁體中文）中國軍艦博物館-成功級巡防艦